# Nådens år
Nådens år är Ulf Lundells fjärde album, utgivet den 18 april 1978. Skivan blev snabbt en storsäljare i hela Sverige och har sålt guld. Den innehåller bland annat "Snön faller och vi med den" som är en av hans mest kända låtar. Anmärkningsvärt är att Agnetha Fältskog medverkar på låten, då det här var under Abba:s absoluta storhetstid. Även John Holm medverkar som gästsångare. 
De flesta av låtarna är skrivna i Åre dit Lundell flyttat med hustru och en nyfödd son hösten 1977. Omslagsbilden på skivan där Ulf Lundell sitter på ett berg bredvid en hund är tagen där 1977 av Ulf Lundells dåvarande hustru Barbro Lundell.
Nådens år återutgavs 1992 på CD och släpptes sedan igen i en remastrad version år 2000, med "Ack Blake, käre Blace" och en outgiven låt som bonus. Albumet är en av titlarna i boken Tusen svenska klassiker (2009).

## Dådens år
Skivan blev indragen eftersom Ulf Lundell inte hade fått rättigheterna till den svenska översättningen på "Den lille landstrykaren" (Musik: Lundell, Svensk text: Viveka Heyman, Originaltext: William Blake). Nådens år drogs in och det släpptes en censurerad version vid namn Dådens år. Omslaget är detsamma, fast Ulf Lundell har klottrat över bland annat titeln ("Nådens" ändrades till "Dådens") och sitt eget ansikte. 
"Den lille landstrykaren" är ersatt med "Ack Blake, käre Blace", som är samma melodi, men texten handlar istället om hur Heyman inte tillät Lundell använda hennes text. Låttiteln är en hint om att Heymans förnamn var felstavat, med C istället för K (alltså Viveca). Detta var något Heyman var upprörd över; för övrigt beskrev hon låten som "bullerterror".

## Låtlista
1. "Nådens år" - 2:47
2. "Snön faller och vi med den" - 4:33
3. "Höga hästar" - 5:08
4. "Natten har sitt sätt" - 2:53
5. "Den lille landstrykaren" - 3:02
6. "Kärlekens hundar" - 2:47
7. "Warum All This Black Stuff" - 4:38
8. "Prärien igen" - 6:51
9. "Sonjas vals" - 3:10
10. "Kitsch" - 5:12
11. "Vit flagg" - 5:24

### Bonusspår på remastrad utgåva 2000
1. "Tisdag morgon" (demo) - 5:01
2. "Ack Blake, käre Blace" (Demo) - 3:04

## Medverkande
- Ulf Lundell - Sång, piano, bjällror, elgitarr, akustisk gitarr, tamburin
- Rolf Alex - Trummor, tamburin
- Mike Watson - Bas
- Totte Bergström - Akustisk gitarr
- Hasse Breitholtz - Piano, synth, orgel, trumpet
- Carlo Mognaschi - Mandoliner
- Agnetha Fältskog - Sång, kör
- Lasse Hoflund - Bas
- Slim Notini - Piano
- Janne Andersson - Elgitarr
- Lasse Wellander - Elgitarr, akustisk gitarr
- Mats Ronander - Elgitarr, kör, percussion
- Rutger Gunnarsson - Bas
- Rolf Färdigh - Akustisk gitarr, elgitarr
- Basse Wickman - Akustisk gitarr
- Kjell Öhman - Dragspel, Polymoog synthesizer
- Janne Kling - Altblockflöjt
- John Holm - Sång, kör

## Listplaceringar
| Lista (1978) | Topplacering |
| ------------ | ------------ |
| Sverige      | 4            |

### Fotnoter
1. 1 2  Gradvall et al 2009, nr. 519
2. ↑  Bergling, Mikael; Nejman Fredrik (2014). Svenska skandaler: fittstim, järnrör och doktorshattar : 117 avslöjanden som skakade Sverige. Stockholm: Massolit. Libris 16525139. ISBN 9789187785016
3. ↑  Listplacering